# Manihot michaelis
Manihot michaelis är en törelväxtart som beskrevs av Mcvaugh. Manihot michaelis ingår i släktet Manihot och familjen törelväxter. Inga underarter finns listade i Catalogue of Life.